# داستان موسیقایی
داستان موسیقایی ژانری از داستان است که در آن موسیقی هم به عنوان موضوع و هم از طریق ریتم و جریان روایت، از اهمیت بالایی برخوردار است.
از نویسندگان برجسته ای که رمان‌های تخیلی موسیقایی نوشته‌اند می‌توان به دان دلیلو (خیابان جونز بزرگ)، تام پروتا (استخوان آرزوها)، رادی دویل (تعهدات)، نیک هورن‌بای (وفاداری بالا) اشاره کرد.